# Брестовиця (Русенська область)
Брестови́ця (болг. Брестовица) — село в Русенській області Болгарії. Входить до складу общини Борово.

## Населення
За даними перепису населення 2011 року у селі проживали 269 осіб.
Національний склад населення села:
| Національність   | Кількість осіб | Відсоток |
| ---------------- | -------------- | -------- |
| болгари          | 247            | 92,2%    |
| турки            | 17             | 6,3%     |
| Всього відповіли | 268            |          |

Розподіл населення за віком у 2011 році:
Динаміка населення: